# Билиці-Кольонія
Билиці-Кольонія (пол. Bylice-Kolonia) — село в Польщі, у гміні Ґжеґожев Кольського повіту Великопольського воєводства.
Населення — 222 особи (2011).
У 1975-1998 роках село належало до Конінського воєводства.

## Демографія
Демографічна структура станом на 31 березня 2011 року:
|          | Загалом | Допрацездатний вік | Працездатний вік | Постпрацездатний вік |
| -------- | ------- | ------------------ | ---------------- | -------------------- |
| Чоловіки | 118     | 35                 | 71               | 12                   |
| Жінки    | 104     | 27                 | 52               | 25                   |
| Разом    | 222     | 62                 | 123              | 37                   |